# Laboratorio Submarino 2021
Laboratorio Submarino 2021 (en inglés Sealab 2021) es una serie animada para adultos clase B que es una parodia de la clásica serie Laboratorio Submarino 2020, usando escenarios y algunos extractos animados de esta. Fue producida por 70/30 Productions para Williams Street, estudio encargado de la programación de Adult Swim.
Fue estrenada en diciembre del 2000. Tiene 4 temporadas, en total 52 episodios, siendo el último transmitido en el 2005. La cancelación de la serie se debió a una decisión de 70/30, aludiendo al interés en otros proyectos.
En Latinoamérica fue estrenada en octubre de 2005, junto con el debut del bloque Adult Swim en Cartoon Network; también se emitió mediante el mismo bloque por el canal I.Sat y TBS.

## Historia
Adam Reed y Matt Thompson, los creadores y escritores de Laboratorio submarino 2021, tuvieron la idea de un show en 1995 cuando eran asistentes de producción de Cartoon Network. Tomaron un capítulo de Laboratorio Submarino 2020 y le escribieron un nuevo diálogo. Cartoon Network pasó del show porque creyó que no era divertido. Cinco años después de su rechazo, volvieron a modificar el capítulo original, esta vez los personajes haciendo lo que quisiese. Cartoon Network compró el show, al mismo tiempo que Adult Swim era creado. El piloto original está disponible en la primera temporada de DVD.Muy pocos episodios de la serie comparten alguna continuidad entre los mismos. La instalación es destruida al final de muchos episodios y los miembros son asesinados de manera horrible, regresando al siguiente episodio. Mientras el show dice que está en el año 2021, hay muchas referencias de la cultura pop de los 1980s-2000s y hace uso de otras caricaturas de los 70s.
El website Sci Fi Weekly de Paul Di Filippo, en su review de la tercera temporada de DVD sintió que la opinión positiva de los fans del show  decreció mucho luego de la muerte de Harry Goz (la voz del Capitán Hazel Murphy) en la tercera temporada. Después de cuatro temporadas, el episodio final fue el 25 de abril de 2005.

## Personajes

### Personajes principales
- Capitán Hazel "Hank" Murphy: Es el líder de la tripulación a pesar de sus cuestionables cualificaciones e incluso su conciencia sobre la realidad. Pasa su tiempo estafando y delinquiendo y en general causando problemas a su tripulación. El único episodio en el que actúa de manera responsable es "7211". Murphy es incapaz hasta el punto de ser incompetente. Más de una vez Murphy se vuelve loco debido al aislamiento debajo del mar. Sin embargo, su tripulación no nota esto o no le importa, incluso siguiendo sus órdenes a pesar de que eso conlleve su muerte.

Después de la muerte de Harry Goz -voz de Murphy- lo envían al espacio a luchar en la "Spice War". Un montaje especial de sus mejores momentos en el final del episodio en memoria del actor que dobló su voz.
- Capitán Belerofonte "Tornado" Shanks: es el reemplazante del capitán Murphy en la tercera temporada. Es un exentrenador de Fútbol y profesor de salud e higiene quien perdió su trabajo por golpear a un estudiante. Respondió a un anuncio de búsqueda de empleo de Laboratorio submarino y tomó el cargo de capitán sin experiencia alguna. Es de Texas, siendo el menor de sus hermanos, todos nombrados como dioses griegos y todos murieron sobre o alrededor del puente de su ciudad natal. La personalidad de Shanks recuerda a la de Murphy, que es doblado por el hijo de Harry Goz. Sin embargo, es mucho más consciente de sí mismo, muchas veces comentando sobre la realización del programa o  diciendo que está en un show de TV. Como Shanks no tiene experiencia alguna, sigue el consejo de su tripulación, con resultados desastrosos.

- Deborah "Debbie" DuPree : Es una de las dos mujeres de la tripulación. Es bióloga marina. Siendo rubia, suele ser objeto de deseos sexuales de la tripulación. Tiene una relación con el Doctor Quinn, teniendo sus vaivenes que afectan la conducta de la tripulación, como se ve en diversos capítulos. Cuando está en un mal momento, los hombres de la tripulación -particularmente Stormy- tratan de conquistarla. El humor de Debbie suele ser muy cambiante y confuso para la tripulación, pasando de racional a caprichosa de un momento a otro.

- Derek "Stormy" Waters: Es el "niño bonito" de la tripulación. Tiene dudosas cualificaciones para el trabajo, del cual no se sabe demasiado y parece ser que es asistente del Doctor Quinn, quien suele verse perjudicado por su ignorancia, aunque es el que más tolerancia tiene con él. Pasa la mayor parte del tiempo andando por el laboratorio y haciendo lo que quiere. La tripulación suele aislar a Stormy, poniendo un letrero en el salón que dice "No se permiten Stormys" cuando tienen una fiesta.

- Doctor Quentin Q. Quinn o "Dr. Quinn": Es el científico de la tripulación. Es un afrodescendiente extremadamente inteligente con un IQ de 260 y doctorado en diversas áreas de la ciencia, de los cuales no se averguenza de recordar a la tripulación. Creció en un barrio bajo esforzándose para llegar hasta donde llegó, a diferencia del resto de la tripulación. Usualmente es el más responsable y la voz de la razón de la tripulación. A pesar de su inteligencia es increíblemente vano y suele tener ataques de ira cuando no se le hace caso. Siempre trata de prevenir a Murphy de hacer una locura, ganándose su desconfianza. Sin embargo, Murphy sabe que de Quinn depende el laboratorio. En el primer capítulo, confiesa que reside un robot que él mismo construyó.

- Jodene Sparks: Es el operador de radio sarcástico de la estación y co-conspirador junto con Capitán Murphy en varios de sus escapes. Sparks la mayoría de las veces usa el radio para sus propios fines, llegando al punto de desconectar vitales informaciones solo porque lo interrumpen. Siempre se mueve con su silla, por ser discapacita o muy vago. Es un convicto que trabaja en el laboratorio y a menudo se mete en acciones ilegales. Suele ser la voz de la razón de la tripulación, sobre todo para Murphy. De cualquier manera, suele ser el causante de los problemas de la tripulación, incluso llegando a su destrucción. Es claustrofobico y un "malkin", parodia del show para los wica.

- Marco Rodrigo Díaz de Vivar Gabriel García Márquez: Es el ingeniero de la estación. Es muy fuerte y de gran musculatura, a diferencia del resto de la tripulación. Tiene acento español y suele decir cosas en español al azar a pesar de no estar hablándolo. Quinn siempre le dice que su español es terrible. Su nombre proviene de Rodrigo Díaz de Vivar, personaje de Cantar del Mío Cid y del escritor Gabriel García Márquez. No se sabe su origen aunque se deduce que evidentemente no es hispano. Suele ser violento, a favor y contra la tripulación. Siempre discute con Murphy y parece que es el único al que Murphy escucha.

### Personajes secundarios
- Debbie Love

- Sharko

- El niño delfín

- Dr. Ilad Virjay

- Chopper Dave

- Hesh Hepplewhite

- Evans

- Carl

- El francesito

- Fatass McBlobbicus

- Los Bizarros

- «Gay Guy» Lance (en español: «Muchacho gay» Lance)

- El oso